# Joop Donkervoort
Joop Donkervoort (22 de agosto de 1949) es un empresario holandés y fundador de la empresa fabricante de automóviles deportivos ultraligeros Donkervoort.
Joop Donkervoort fundó la empresa como importador de coches en kit en 1978, pero al enterarse tuvo que hacer modificaciones importantes para que los coches en kit ensamblados fueran legales en la calle. Obtuvo una aprobación de tipo de la Autoridad de Vehículos de los Países Bajos [nl] (RDW) alrededor de 1973 y comenzó a entregar el automóvil él mismo en kits. El resultado fue su propia marca: Donkervoort.
Abrió la primera fábrica de Donkervoort en Tienhoven. Cuando fue necesaria una ampliación, la fábrica se trasladó a Loosdrecht. La fábrica de Donkervoort está situada en Lelystad desde el año 2000.
Joop Donkervoort dimitió como propietario de la empresa Donkervoort en enero de 2021, pasando la propiedad a su hijo, Denis.